# Le Bouchaud
|  | Aquest article tracta sobre el municipi d'Alier. Si cerqueu el municipi desaparegut del Jura, vegeu «Bersaillin». |

Le Bouchaud és un municipi francès, al departament de l'Alier (regió d'Alvèrnia-Roine-Alps). L'any 2007 tenia 210 habitants.

## Demografia

### Població
El 2007 la població de fet de Le Bouchaud era de 210 persones. Hi havia 84 famílies de les quals 16 eren unipersonals (4 homes vivint sols i 12 dones vivint soles), 40 parelles sense fills i 28 parelles amb fills.
La població ha evolucionat segons el següent gràfic:

### Habitatges
El 2007 hi havia 121 habitatges, 84 eren l'habitatge principal de la família, 16 eren segones residències i 21 estaven desocupats. 120 eren cases i 1 era un apartament. Dels 84 habitatges principals, 59 estaven ocupats pels seus propietaris, 24 estaven llogats i ocupats pels llogaters i 1 estava cedit a títol gratuït; 1 tenia una cambra, 4 en tenien dues, 14 en tenien tres, 17 en tenien quatre i 49 en tenien cinc o més. 66 habitatges disposaven pel capbaix d'una plaça de pàrquing. A 47 habitatges hi havia un automòbil i a 31 n'hi havia dos o més.

### Piràmide de població
La piràmide de població per edats i sexe el 2009 era:
| Homes | Edats   | Dones |
| ----- | ------- | ----- |
| 0     | 95 o +  | 0     |
| 0     | 90 a 94 | 8     |
| 0     | 85 a 89 | 0     |
| 0     | 80 a 84 | 0     |
| 12    | 75 a 79 | 0     |
| 12    | 70 a 74 | 16    |
| 12    | 65 a 69 | 4     |
| 8     | 60 a 64 | 8     |
| 4     | 55 a 59 | 4     |
| 12    | 50 a 54 | 12    |
| 0     | 45 a 49 | 12    |
| 4     | 40 a 44 | 4     |
| 16    | 35 a 39 | 4     |
| 0     | 30 a 34 | 0     |
| 12    | 25 a 29 | 8     |
| 16    | 20 a 24 | 8     |
| 12    | 15 a 19 | 0     |
| 8     | 10 a 14 | 0     |
| 4     | 5 a 9   | 0     |
| 4     | 0 a 4   | 4     |

## Economia
El 2007 la població en edat de treballar era de 125 persones, 93 eren actives i 32 eren inactives. De les 93 persones actives 83 estaven ocupades (45 homes i 38 dones) i 10 estaven aturades (5 homes i 5 dones). De les 32 persones inactives 14 estaven jubilades, 7 estaven estudiant i 11 estaven classificades com a «altres inactius».

### Ingressos
El 2009 a Le Bouchaud hi havia 81 unitats fiscals que integraven 204 persones, la mediana anual d'ingressos fiscals per persona era de 12.221 €.

### Activitats econòmiques
Dels 14 establiments que hi havia el 2007, 1 era d'una empresa alimentària, 5 d'empreses de construcció, 4 d'empreses de comerç i reparació d'automòbils, 1 d'una empresa financera, 1 d'una empresa immobiliària i 2 d'empreses de serveis.
Dels 6 establiments de servei als particulars que hi havia el 2009, 1 era un taller de reparació d'automòbils i de material agrícola, 1 paleta, 3 fusteries i 1 empresa de construcció.
Dels 3 establiments comercials que hi havia el 2009, 1 era una botiga de menys de 120 m², 1 una fleca i 1 un drogueria.
L'any 2000 a Le Bouchaud hi havia 23 explotacions agrícoles que ocupaven un total de 1.581 hectàrees.

## Equipaments sanitaris i escolars
El 2009 hi havia una escola elemental integrada dins d'un grup escolar amb les comunes properes formant una escola dispersa.

## Poblacions properes
El següent diagrama mostra les poblacions més properes.